# Податок з обігу
Податок з обігу (англ. Turnover tax) — непрямий податок стягується на кінцевій стадії виробництва з вартості вироблених товарів. На відміну від акцизу, який встановлюється на окремі товари і послуги, податок з обігу стягується з вартості валового обороту підприємства. Різновидом податку з обігу є податок на додану вартість.